# Tenrec musaranya de muntanya
El tenrec musaranya de muntanya (Microgale monticola) és una espècie de tenrec musaranya endèmica de Madagascar. El seu hàbitat natural són les montanes humides tropicals i subtropicals.